# Petryków
Petryków (biał. Петрыкаў) – miasto na Białorusi w obwodzie homelskim. Stolica administracyjna rejonu petrykowskiego, położone na lewym brzegu Prypeci. 10,5 tys. mieszkańców (2010).

## Historia

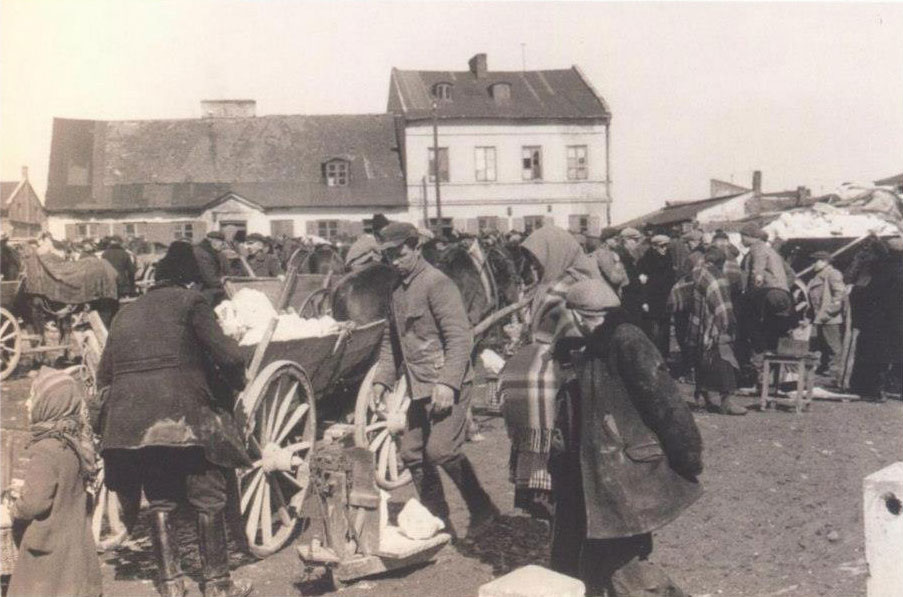
Petryków (1918)

Według legendy miasto założone zostało na początku X wieku przez jaćwieskiego księcia Petryka. Pierwsza wzmianka w źródłach pisanych pochodzi z 1523 roku (według innego źródła jeszcze z XV w.), określając je jako miasteczko w księstwie słuckim Wielkiego Księstwa Litewskiego, stanowiące własność Olelkowiczów. W pierwszej połowie XVI wieku książę Jerzy Olelkowicz zbudował tu zamek, który został zniszczony w latach 1534–1537 w czasie walk Wielkiego Księstwa Litewskiego z Państwem Moskiewskim. Petryków był ważnym ośrodkiem religijnym w prawosławnej eparchii turowsko-pińskiej. Mieściła się w nim siedziba dekanatu, w XVI w. funkcjonowały cerkwie św. Mikołaja, Opieki Matki Bożej, a być może także Zmartwychwstania Pańskiego, natomiast w najbliższej okolicy miasta istniał ośrodek prawosławnego życia pustelniczego – Pustelnia Hoholicka.
W latach 1595–1596 miasteczko było dwukrotnie zdobyte przez oddziały Semena Nalewajki. Podczas powstania Chmielnickiego było jedną z baz powstańców, z której broń trafiała do sąsiednich białoruskich miast.
Od wieku XVIII do 1917 roku miasto należało do Chodkiewiczów. 16 października 1776 roku Chodkiewiczowie otrzymali od króla polskiego i wielkiego księcia litewskiego Stanisława Augusta Poniatowskiego zezwolenie na dwukrotną w ciągu roku organizację w mieście wielkich jarmarków: na święto proroka Eliasza (20 lipca zgodnie z kalendarzem gregoriańskim) oraz na święto Opieki Matki Boskiej (1 października zgodnie z kalendarzem juliańskim).
Miasto magnackie położone było w końcu XVIII wieku w hrabstwie petrykowskim w powiecie mozyrskim województwa mińskiego.
Po II rozbiorze Polski w 1793 miasto weszło w skład Imperium Rosyjskiego jako centrum wołosti w powiecie mozyrskim guberni mińskiej. W 1897 w mieście było około 400 domostw, 5,5 tysiąca mieszkańców, 2 szkoły, szpital, 2 cerkwie i kościół. Do 1812 istniała stacja pocztowa na trasie pocztowej Mozyrz-Dawidgródek.
Od lutego do grudnia 1916 miasto okupowane było przez wojska niemieckie. W grudniu 1917 ustanowiona zostaje władza radziecka, a miasto wchodzi w skład Białoruskiej SRR.
Od marca do grudnia 1918 wojska niemieckie ponownie okupują miasto. W okresie od kwietnia do czerwca 1920 pod kontrolą wojsk polskich. Od 17 lipca 1924 miejscowość stała się centrum rejonu petrykowskiego w składzie okręgu mozyrskiego. W 1925 roku otrzymuje status miasta. Funkcjonował tu artel zajmujący się budową barek. Od 15 stycznia 1938 centrum rejonu petrykowskiego w obwodzie poleskim. Przed wybuchem II wojny światowej zamieszkiwało tu 5,8 tys. osób. W czasie wojny hitlerowcy zgładzili około 1,2 tys. mieszkańców rejonu. 
Podczas okupacji hitlerowskiej, we wrześniu 1941 roku Niemcy utworzyli getto dla żydowskich mieszkańców. Przebywało w nim około 1000 osób. 30 kwietnia 1942 roku Niemcy zlikwidowali getto, a Żydów zamordowali. 
Miasto wyzwolone zostało 30 czerwca 1944 przez wojska 1 Frontu Białoruskiego.
8 stycznia 1954 obwód poleski został zlikwidowany, a miasto weszło w skład rejonu mozyrskiego obwodu homelskiego. W 1959 roku miało już 7,2 tys. mieszkańców.

## Położenie
Miasto znajduje się 190 km na zachód od Homla, 13 km od stacji kolejowej Muliarouka na linii Kalinkowicze-Łuniniec. Siecią drogową połączone jest z Kalinkowiczami, Mozyrzem oraz Żytkowiczami.

## Zabytki
- Historyczna zabudowa miasta (koniec XIX- początek XX wieku)
- Kaplica (początek XX w.)
- Park (XIX w.)
- Cerkiew pw. św. Mikołaja (1839)
- Staroobrzędowa cerkiew Opieki Matki Bożej (XVII w.)